# نفت دریای شمال

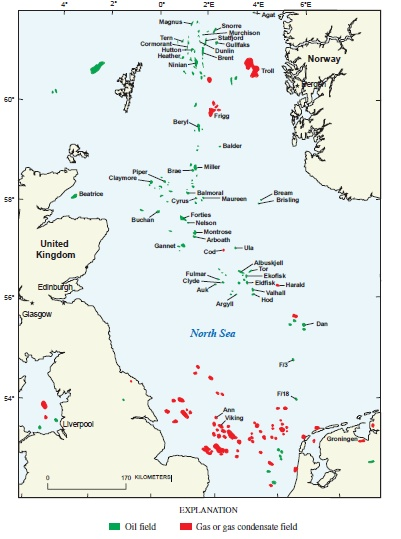
نقشه میادین نفت (رنگ سبز) و گاز (رنگ قرمز) موجود در دریای شمال

نفت دریای شمال (انگلیسی: North Sea oil) به ذخایر نفت خام و گاز طبیعی اطلاق می‌شود، که در مخازن زیرزمینی دریای شمال واقع شده است.